# Abandon d'enfant sous l'Ancien Régime
 (avril 2022).
Si vous disposez d'ouvrages ou d'articles de référence ou si vous connaissez des sites web de qualité traitant du thème abordé ici, merci de compléter l'article en donnant les références utiles à sa vérifiabilité et en les liant à la section « Notes et références ».
L'abandon d'enfant est un phénomène très ancien qui connut un développement important au XVIIIe siècle. En 1787, Necker estimait à 40 000 le nombre d'enfants trouvés qui survivaient parmi les vingt-six millions d'habitants de la France[réf. nécessaire].
On distinguait les « enfants trouvés », exposés dans les lieux publics, recueillis et transportés dans une institution, des « enfants abandonnés » que leurs parents confient à un proche, à une autorité locale, à une institution.

## L'envergure de l'abandon
On ne connaît que les enfants pris en charge par les organismes d'assistance. Nombreux sont les enfants qui décèdent entre le moment de leur exposition et leur arrivée dans les hôpitaux. Ainsi les cimetières de la région de Vitry-le-François étaient l'ultime étape des enfants lorrains acheminés vers Paris. On peut donc multiplier les données ci-dessous par quatre ou cinq, voire plus, pour apprécier l'ampleur des abandons d'enfants. De 1640 à 1789, l'Hôpital des Enfants-Trouvés de Paris recueille 390 000 enfants, le flux passant de 30 enfants en 1640 à 5500 en 1780 (pour une population de 850 000 habitants). À Lyon on recense 600 enfants abandonnés en 1690, mais 1500 en 1790 (pour près de 130 000 habitants). À Marseille, on passe de 41 enfants en 1621 à 511 en 1788[réf. nécessaire].
L'abandon a lieu très tôt dans la vie de l'enfant. À Lyon en 1716-1717, 40 % des enfants abandonnés ont moins de deux jours, et 60 % moins d'un mois. À Paris en 1778, 60 % ont moins d'un mois. À Nancy, en 1774, 40 % ont moins d'une semaine, plus des trois quarts en 1788. Cette précocité de l'abandon trahit la réapparition sociale de la mère après un accouchement, souvent clandestin. Elle ne peut alors « s'encombrer » d'un enfant[réf. nécessaire].

## Les raisons de l'abandon
Les raisons de l'abandon sont multiples. Ces enfants peuvent être issus de mariage considéré comme illégitime, c’est-à-dire non approuvé par le père d'un ou des deux mariés. L'ordonnance de 1556 impose le consentement paternel pour les filles jusqu'à 25 ans et 30 ans pour les garçons. Cette pratique se rencontre surtout dans la haute société.
Les enfants peuvent aussi avoir été procréés avant le mariage. Cela devient catastrophique en cas de refus du consentement paternel ou de la disparition du futur mari. À Meulan, on estime à 8 % les procréations « anticipées » entre 1660 et 1739, et à 12 % après 1740. À Sotteville-lès-Rouen il y en a 36 % entre 1760 et 1790[réf. nécessaire].
Dans les milieux modestes  urbains la pratique du concubinage est assez répandue. Ces unions temporaires, signes de la vie chaotique des ouvriers souvent contraints de changer de lieu de travail, sont à la merci d'une rupture du couple. À Reims, au milieu du XVIIIe siècle la moitié des abandonnés ont une mère célibataire issue des milieux des fileurs de laine. Le personnel domestique n'était pas épargné : la pratique était courante, on le sait, pour le fils de famille, d'être "déniaisé" par une servante. Quant aux hommes mariés, il n'était pas rare qu'ils se consolassent dans les bras d'une femme de chambre ou d'une cuisinière, le mariage sans amour étant souvent cause d'amour sans mariage… En cas de scandale (c’est-à-dire d'enfant illégitime) que l'on ne pouvait étouffer, la future mère risquait le renvoi. Elle venait donc accoucher à l'hôpital, où elle abandonnait l'enfant. À Paris entre 1772 et 1778, 30 % des abandonnés proviennent de femmes ayant accouché à l'hôpital général[réf. nécessaire].
Les couples légitimes pratiquent aussi l'abandon. Jean-Jacques Rousseau abandonnera cinq enfants et écrit, en 1751, à Madame de Francueil : « je gagne au jour la journée mon pain avec assez de peine, comment nourrirais-je une famille ». Les crises de subsistances très fréquentes au XVIIe siècle, sont l'occasion d'abandons massifs. À Paris pendant le « terrible hiver » de 1709, on passe de 1759 abandons en 1708, à 2525 en 1709 pour revenir à 1698 en 1710. À Lyon pour les mêmes dates les abandons sont 454, 1884, 589. Les abandons suivent le prix de vente des céréales. À Limoges, en 1730, il y a en moyenne 4,8 abandons par mois quand le setier de seigle coûte 2,77 livres, mais 46 abandons quand il monte à 8,20 livres (1770) et 72 abandons quand il monte à 8,32 (1788). Beaucoup de billets retrouvés dans les langes des enfants abandonnés montrent que la misère pousse les familles à se débarrasser d'une bouche de trop, quitte à promettre de reprendre l'enfant quand la situation se sera améliorée[réf. nécessaire].
La contraception peu répandue, en particulier dans les milieux populaires, l'avortement assimilé à l'infanticide, ne permettaient pas aux couples de pratiquer le contrôle des naissances. Ceux qui pour de multiples raisons ne souhaitaient pas garder l'enfant n'avaient plus que le recours à l'abandon. L'assistance aux enfants abandonnés étant, malgré des efforts, déficiente, c'était condamner à mort le plus grand nombre d'abandonnés.
Devant l'ampleur du phénomène de l'abandon d'enfants, Anne-Françoise de Fougeret, fille d'un administrateur de l'Hôpital des enfants trouvés, crée en 1788 à Paris la Société de Charité Maternelle, organisme philanthropique voué à l'assistance aux mères de famille pauvres, sous le patronage de la Reine Marie- Antoinette.

## Accueil des enfants abandonnés

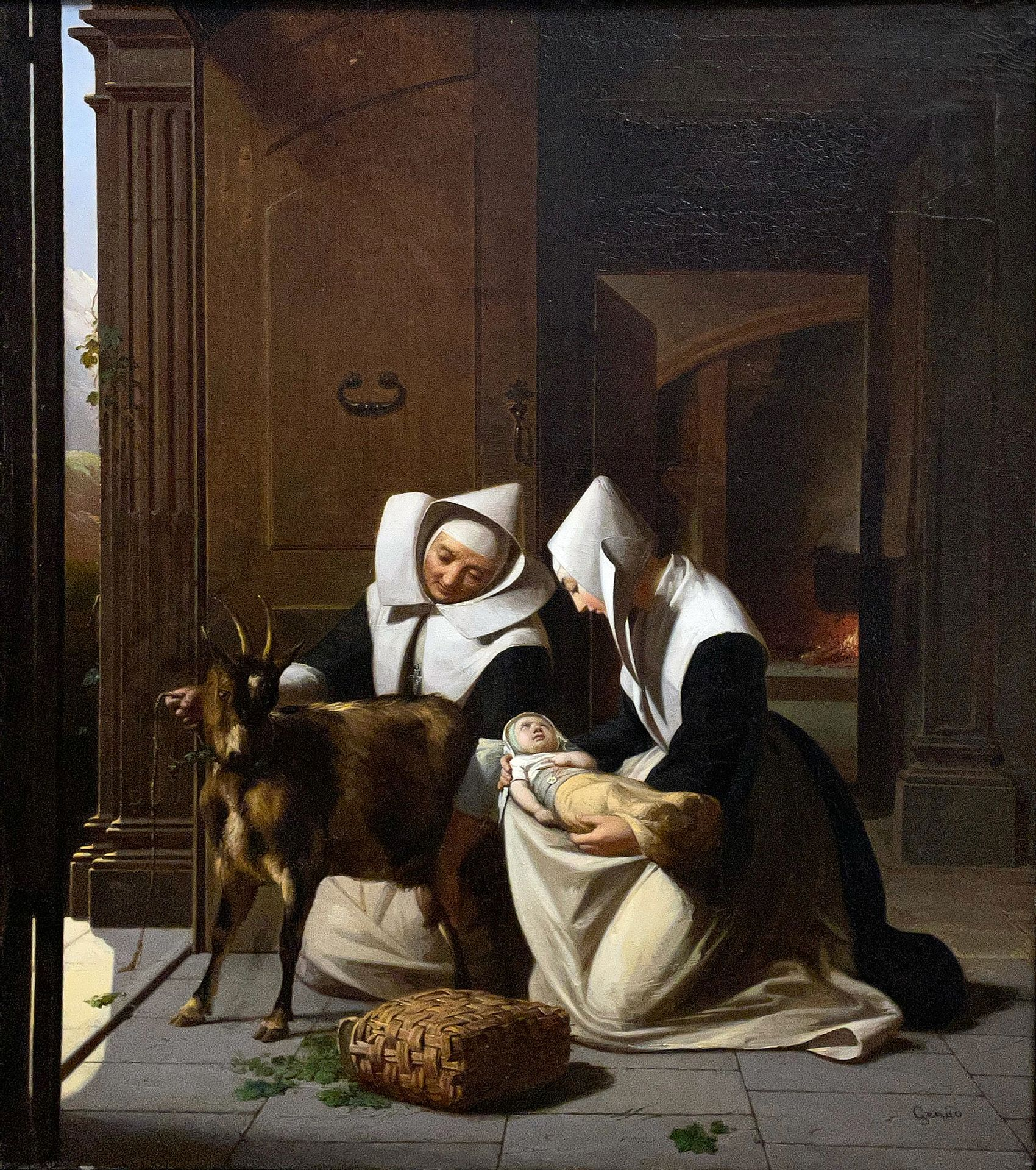
Michel-Philibert Genod, L'Enfant recueilli, XIXe siècle

L'assistance aux enfants abandonnés est une obligation seigneuriale découlant du droit d'épave qui fait du seigneur l'héritier des "bâtards" nés, possédant des biens dans sa seigneurie et décédés sans enfants ni testament. En regard des lois et des usages de l'époque les enfants abandonnés ou trouvés sont des "bâtards". Beaucoup de seigneurs essaient d'échapper au financement de  l'assistance et tentent de s'en décharger sur les établissements hospitaliers ou sur les communautés d'habitants comme le prescrit l'ordonnance de Moulins de 1556. Cela occasionne de nombreux procès. En 1552, un arrêt du parlement de Paris oblige les seigneurs hauts-justiciers à pourvoir à l'entretien "des pauvres enfants trouvés".
Certaines communautés ont organisé l'assistance. Ainsi la Bretagne où les enfants  sont financés par la paroisse où ils ont été trouvés. En Provence, les communautés payent un abonnement de 120 livres environ par enfant accueilli dans les hôpitaux locaux. Mais pour alléger la charge fiscale on se débarrasse des bébés dans les paroisses limitrophes, et on fait des recherches de paternité souvent par dénonciation.
L'Église grâce à des legs ou des dons prend aussi en charge les enfants abandonnés. En 1579 un arrêt du parlement de Paris fait obligation aux curés de secourir les enfants abandonnés de leur paroisse (à défaut des parents ou du seigneur). À la fin du XIIe siècle l'ordre hospitalier du Saint-Esprit fondé par Guy de Montpellier, est créé pour soulager les pauvres infirmes, les pèlerins et les enfants abandonnés. À la fin du XIVe siècle il possédait près de cent maisons en France. En 1672 il fusionne avec l'ordre de Saint-Lazare.